# Central hidroeléctrica Guayacán
La central hidroeléctrica Guayacán es una central hidroeléctrica de pasada ubicada en la comuna de San José de Maipo, Región Metropolitana de Santiago, Chile a orillas del río Maipo. Pertenece a Energía Coyanco S.A.
El proyecto de arquitectura, a cargo del arquitecto Pedro Pérez Guillon fue seleccionado para representar a Chile en la Bienal Panamericana de Arquitectura de Quito y publicado en diversos medios internacionales.

## Historia
El año 2007 se fundó la sociedad anónima Energía Coyanco, grupo económico controlado por Energía Llaima SPA.
La idea inicial de la empresa era emplazar un proyecto sustentable de generación de electricidad, como una central hidroeléctrica de pasada que retorna las aguas utilizadas íntegramente al río. Es así entonces, que el año 2008 que se oficializó la construcción de la central.
Las obras terminadas fueron entregadas el 23 de septiembre de 2010 y comenzó a operar inmediatamente.
Actualmente se encuentra operativa y su energía es inyectada al Sistema Interconectado Central de Chile

## Arquitectura
Central Hidroeléctrica Guayacán, es la primera central hidroeléctrica de Energía Coyanco S.A nace dentro del marco de políticas de Energías Renovables No Convencionales (ERNC) en mayo de 2009 y está registrada bajo el Mecanismo de Desarrollo Limpio (MDL). 
Cuenta con una capacidad instalada de 12 MW, con una altura de caída de 35 m y un canal de 3 km que permite la no intervención en la cuenca del río. Es un Proyecto MDA, certificado por la ONU para emitir bonos de carbono y genera una reducción de 35.000 toneladas anuales de Co2. 
El proyecto fue concebido como un Museo abierto de Educación Ambiental, tecnología y naturaleza,. Un espacio de aprendizaje sobre el desafío de las Energías Renovables, el Patrimonio y Tradición Hidroeléctrica del Cajón del Maipo y de las Nuevas Tecnologías limpias, promoviendo la integración del desarrollo energético y turístico de la comuna. 
Central Guayacán, es la primera central hidroeléctrica pensada desde su dimensión turística y cultural (como hace algunos años comenzó a hacerse con las principales viñas del país). 
Todos los sistemas de climatización y confort interior del edificio fueron diseñados sobre la base de las energías naturales del lugar y sistemas pasivos. Este diseño fue sometido la software de modelamiento energitérmico Ecotec,  para optimizar y evaluar la eficiencia energética de las soluciones de climatización natural utilizadas.
Este proyecto nace de la convicción de que desarrollo y conservación pueden ser iniciativas complementarias  y se inscribe dentro de una iniciativa llamada “Parque de las Energías” propuesta dentro de la Agenda de Innovación en Turismo para el Cajón del Maipo y Pirque 

Referencias:
```
En el portal arquitecturapanamericana.com es descrito como un ejemplo de arquitectura industrial:
[
3
]
```

"Consiste en una gran cubierta con forma alar con dos grandes escamas de ventilación y dos grandes fachadas de muro-cortina de vidrios dobles laminados, que además de generar una gran luminosidad interior, permiten a la central tener vista a los cordones montañosos que la rodean y permite a los transeúntes ver la sala de generación desde la calle pública incluso desde el otro lado del río, cumpliendo con su rol de museo incluso a un nivel urbano."

## Mecanismo de desarrollo limpio
La central participa en la transacción de reducción de emisiones de CO2, certificadas bajo el estándar del Mecanismo de desarrollo limpio (MDL) de la Naciones Unidas, con una reducción de 30.000 toneladas anuales de CO2.